# Elie Wiesel
Elias "Elie" Wiesel (Sighetu Marmaţiei, 30 de setembro de 1928 – Manhattan, 2 de julho de 2016) foi um escritor judeu, sobrevivente dos campos de concentração nazistas, que recebeu o Nobel da Paz de 1986, pelo conjunto de sua obra de 57 livros, dedicada a resgatar a memória do Holocausto e a defender outros grupos vítimas das perseguições.  

## Biografia
Elie Wiesel nasceu em Sighet (atualmente Sighetu Marmației), Maramureș, nas Montanhas dos Cárpatos, na Roménia. Os seus pais eram Sarah Feig e Shlomo Wiesel. Em casa, a família de Wiesel falava maioritariamente iídiche, mas também alemão, húngaro e romeno. A mãe de Wiesel, Sarah, era filha de Dodye Feig, um conhecido Vizhnitz Hasid e agricultor de uma povoação vizinha. Dodye tinha uma larga atividade e era aclamado na sua comunidade.
O pai de Wiesel, Shlomo, transmitiu-lhe um grande sentimento de humanismo, encorajando-o a aprender Hebreu e a ler literatura, enquanto a sua mãe o encorajou a estudar a Torá. Wiesel afirmou que o seu pai representava a razão e a sua mãe a fé. A genealogia de Wiesel remonta ao Rabbi Schlomo, filho de Yitzhak, descendente do Rabbi Yeshayahu ben Abraham Horovitz ha-Levi, um escritor.
Wiesel teve três irmãs mais velhas Beatrice e Hilda, e uma irmã mais nova Tzipora. Beatrice e Hilda sobrevieram à guerra, e reencontraram Wiesel num orfanato francês. Emigraram para a América do Norte, com Beatrice vivendo em Montreal, Quebec, Canada. Tzipora, Shlomo e Sarah não sobreviveram ao Holocausto. 
Seu livro mais conhecido, Noite, publicado em 1955, conta suas memórias e experiências de jovem adolescente judeu ortodoxo durante o holocausto e seu aprisionamento nos campos de concentração de Auschwitz e Buchenwald. Seus escritos cobrem uma vasta área da literatura, englobando poemas e teologia.
Sobre Jerusalém escreveu em carta aberta para Barack Obama em 2010: “Mais uma vez o centro das tormentas internacionais. Nem Atenas nem Roma provocaram tantas paixões. Quando um judeu visita Jerusalém pela primeira vez, não é a primeira vez, é uma volta para casa”. [Epílogo de Jerusalém - A Biografia, de Simon Sebag Montefiore]
Morreu em 2 de julho de 2016, aos 87 anos.

## Obras
Romances

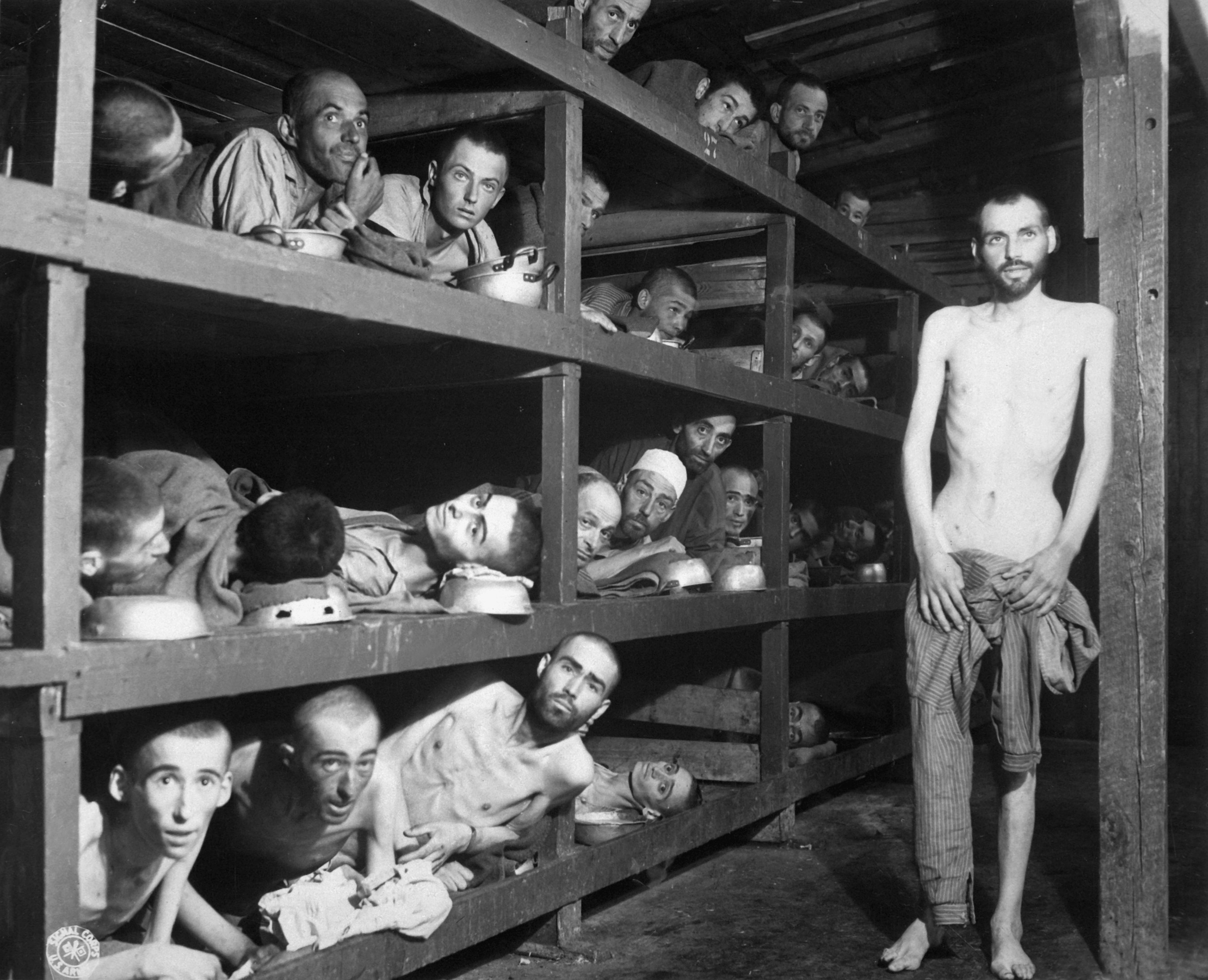
Campo de concentração de Buchenwald. Fotografia tirada no dia da libertação do campo pelas tropas aliadas em Abril de 1945. Wiesel, então com 16 anos, está na segunda fileira do beliche, de baixo para cima, o sétimo a partir da esquerda.

- Amanhecer - no original L'Aube (1960);
- Dia - no original Le Jour (1961);
- La Ville de la chance (1962);
- Les Portes de la forêt (1964);
- Le Mendiant de Jérusalem (1968);
- Le Serment de Kolvillàg (1973);
- Testamento de um velho judeu assassinado - no original Le Testament d'un poète juif assassiné (1980);
- Le cinquième fils (1983);
- Le crépuscule, au loin (1987);
- O esquecido - no original L'oublié (1989);
- Les juges (1999);
- O tempo dos desraizados - no original Le temps des déracinés (2003);
- Un désir fou de danser (2006);
- Le cas Sonderberg (2008);
- Otage (2010).

Não-ficção
- Un di Velt Hot Geshvign (1956);
- Noite - no original La Nuit (adaptação de Un di Velt Hot Geshvign) (1958);
- Entre deux soleils (1970);
- A Jew Today (1978);
- Images from the Bible: the paintings of Shalom of Safed, the words of Elie Wiesel (com Shalom of Safed) (1980);
- Against Silence: The Voice and Vision of Elie Wiesel (com Irving Abrahamson) (1985);
- The Six Days of Destruction: Meditations Towards Hope (com Albert H. Friedlander) (1988);
- Le mal et l'exil: 10 ans après (com Michaël de Saint-Cheron) (1988);
- A Journey of Faith (com John Joseph O'Connor) (1990);
- From the Kingdom of Memory: Reminiscences (1990);
- A Passover Haggadah (ilustrado por Mark Podwal) (1993);
- Tous les fleuves vont à la mer (1994);
- Memória a duas vozes - no original Mémoire à deux voix (com François Mitterrand) (1995);
- Et la mer n'est pas remplie (1996).

## Honrarias e distinções
- Nobel da Paz (1986)
- American Academy of Arts and Letters (1996)
- Presidential Medal of Freedom
- Grand-croix de la Légion d'honneur
- Cavaleiro da Ordem do Império Britânico (KBE)
- Steaua României în grad de Mare Ofiţer (2002)
- Academia Romena